# 生体信号
生体信号（せいたいしんごう、英語: Biosignal）とは心拍、脳波、脈拍、呼吸、発汗などの生体現象によって体内から発せられる信号。

## 概要
従来は据え置き式の装置でなければ生体信号の計測、取得は困難で用途は医療診断関係に限られていたが、近年ではBITalinoのように測定装置の小型軽量化により応用範囲が広がり、ウェアラブルコンピュータにセンサが接続されて生体信号の取得、蓄積、分析が行われ、感情を分析することで商品開発に応用されるなど、適用範囲が拡大しつつある。
生体信号は大きく以下の3種類に分類される。
- バイタルサイン - 生きている証拠
- 反射 - 無意識の反応
- 随意運動 - 意志/意図に基づく運動

生体信号の計測手法には絶対的な「値」と時間的な「変動」という2種類の手法があり、計測方法としては接触計測と非接触計測がある。接触式では主に電極を対象の表面に設置することで電圧を検出する。一方、非接触式では心磁図や脳磁図の計測に使用される磁気センサを使用したり、見守りセンサーや電磁波人命探査装置のようにマイクロ波を利用して体内の活動を検出する。接触式、非接触式それぞれに一長一短があり、それぞれ接触式、非接触式でなければ測定の出来ない項目もあり、信号の干渉がない限りは用途に応じて複数の計測手法を併用することが望ましい。

## 計測項目
- 心電図(ECG)
- 心磁図(MCG)
- 脳波(EEG)
- 脳磁図(MEG)
- 表面筋電図(EMG)
- 皮膚電位(EDA)

## 用途
- 診断
- 健康管理
- フィットネス
- リハビリ
- 介護ケア
- 健康維持